# Rhinocerophis cotiara
Rhinocerophis cotiara là một loài rắn trong họ Rắn lục. Loài này được Gomes mô tả khoa học đầu tiên năm 1913.